# Vaporizzatore
Il vaporizzatore è un dispositivo utilizzato per vaporizzare o nebulizzare i principi attivi di un materiale solido o liquido solitamente di origine vegetale, comunemente la cannabis, tabacco o altre erbe o miscele allo scopo di eseguire un'inalazione dei vapori prodotti da esse. Tuttavia, possono anche essere riempiti con una miscela di glicole propilenico, glicerina, e la nicotina senza tabacco. 

## Funzionamento

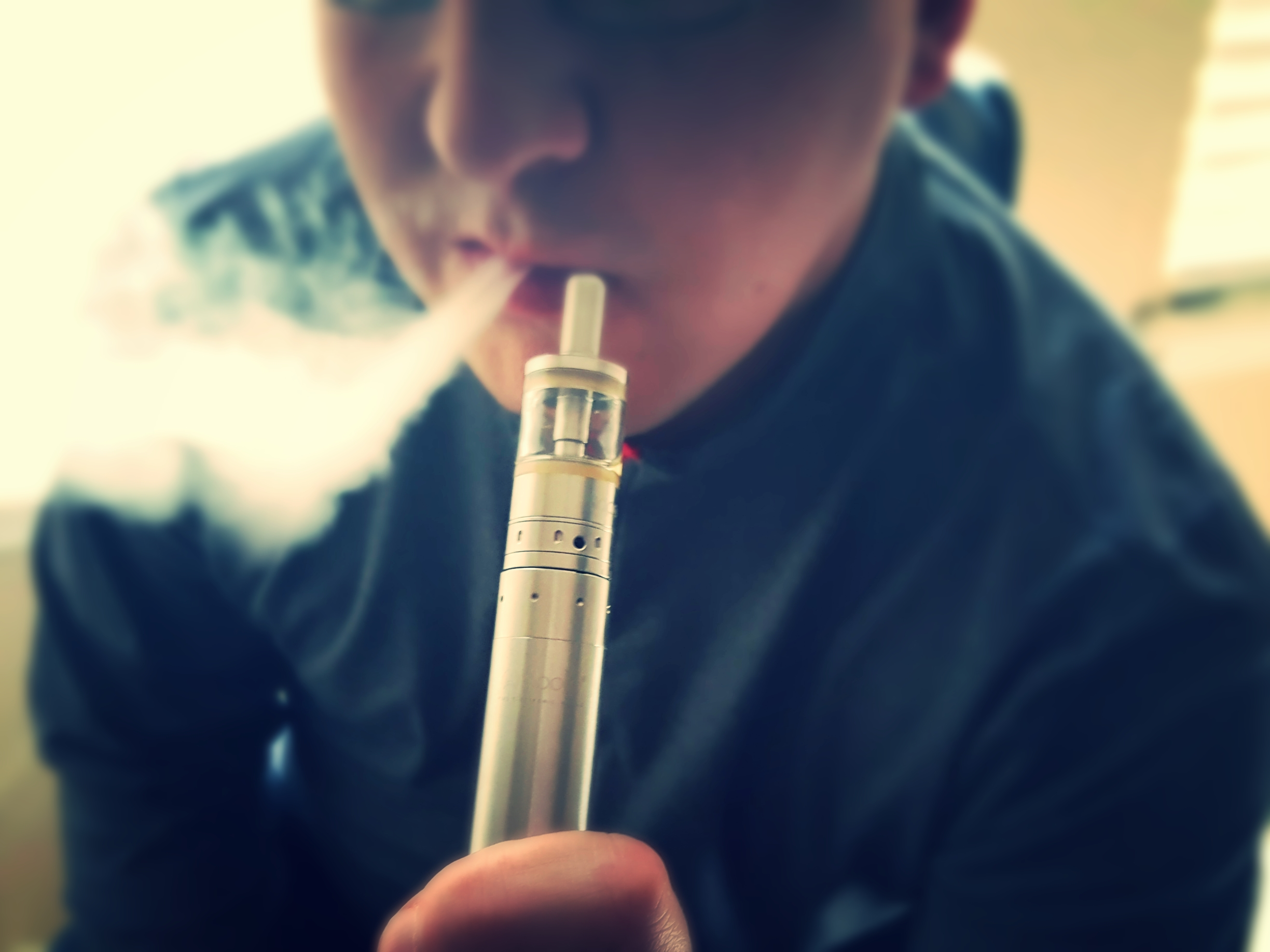
Il vaporizzatore viene usato nelle moderne sigarette elettroniche per "valorizzare" gli aromi delle stesse

I vaporizzatori contengono varie forme di camere di estrazione compreso un foro cilindrico e sono fatti di materiali come metallo o vetro. Il vapore estratto può essere raccolto in un sacchetto gonfiabile, o inalato direttamente attraverso un tubo o una pipetta. Se usato correttamente, grazie alle temperature minori sviluppate causate dalla mancanza di combustione per bruciare i composti, producono un'estrazione significativamente più efficiente degli ingredienti. Gli effetti nocivi del fumo sono solitamente ridotti, come ad esempio quelli del fumo passivo.
Generalmente i vaporizzatori si dividono in tre categorie
- conduzione: l'erba inserita all'interno della camera di riscaldamento subisce una scottatura per via di una caldaia alimentata da batteria.
- convezione: le erbe vengono riscaldate con l'impiego di aria calda che passa attraverso il materiale macinato.
- ibridi: un mix fra i due metodi precedenti: L'erba viene riscaldata tramite conduzione ma si avvale anche del passaggio di aria calda.